# Beatadesmus utowani
Beatadesmus utowani är en mångfotingart som beskrevs av Loomis 1934. Beatadesmus utowani ingår i släktet Beatadesmus och familjen Chelodesmidae. Inga underarter finns listade i Catalogue of Life.